# Clinocthereis australis
Clinocthereis australis är en kräftdjursart som beskrevs av Michael A. Ayress och Swanson 1991. Clinocthereis australis ingår i släktet Clinocthereis och familjen Trachyleberididae. Inga underarter finns listade i Catalogue of Life.